# Salsola buhseana
Salsola buhseana är en amarantväxtart som först beskrevs av Viktor Petrovitj Botjantsev, och fick sitt nu gällande namn av Viktor Petrovitj Botjantsev. Salsola buhseana ingår i släktet sodaörter, och familjen amarantväxter. Inga underarter finns listade i Catalogue of Life.